# Horst Goeldel
Horst Goeldel-Bronikoven (Łęgajny, Vàrmia i Masúria, Polònia, 7 de juny de 1883 – ?) va ser un tirador alemany que va competir a començament del segle xx. Era germà del també tirador Alfred Goeldel-Bronikoven.
El 1912 va prendre part en els Jocs Olímpics d'Estocolm, on guanyà la medalla de bronze en la competició de fossa olímpica per equips del programa de tir. En la prova de fossa olímpica individual fou catorzè i en la de tir al cérvol, tret simple vint-i-quatrè.